# Titus Atilius Rufus

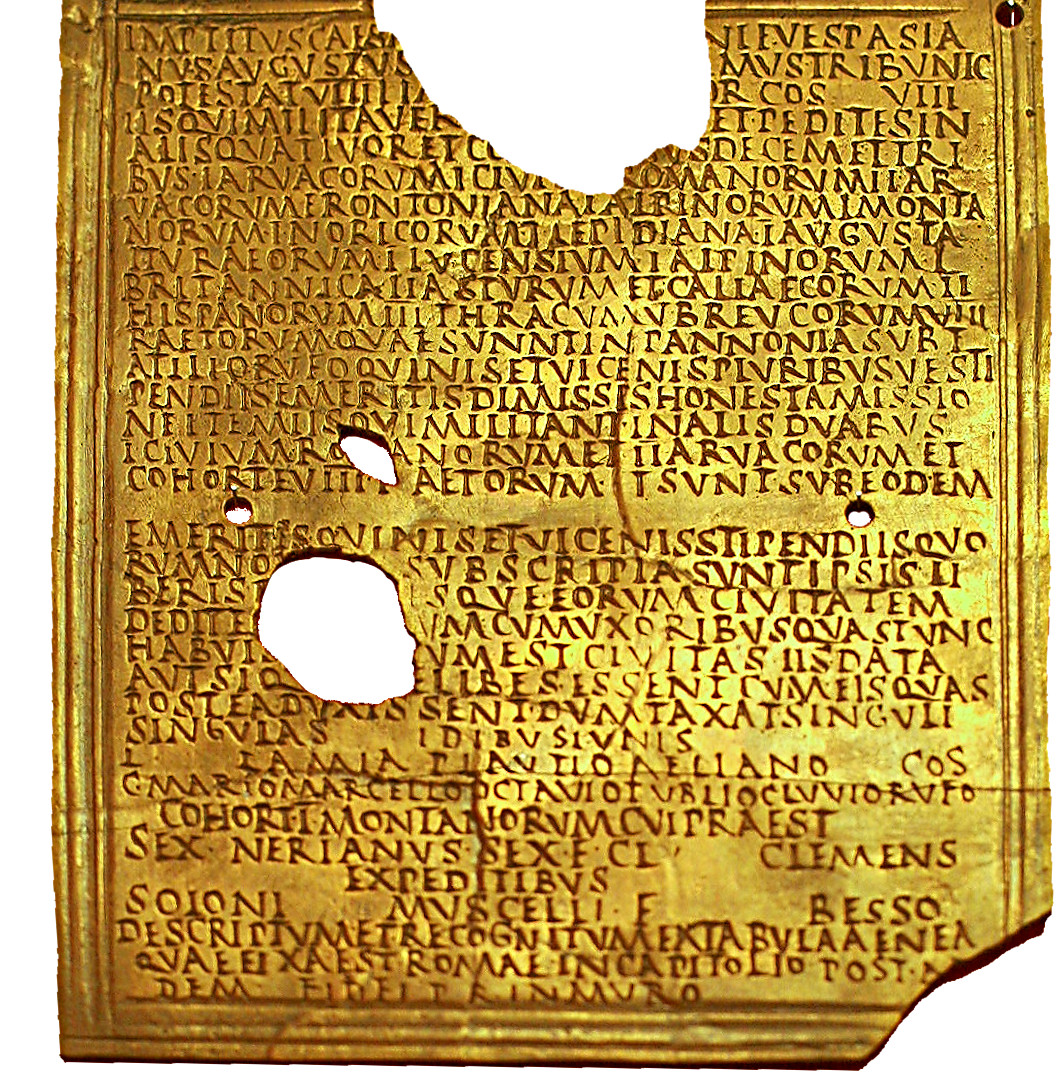
Das Militärdiplom von 80 n. Chr.

Titus Atilius Rufus war ein im 1. Jahrhundert n. Chr. lebender römischer Politiker.
Rufus hatte vor 80 einen Suffektkonsulat erreicht. Durch ein Militärdiplom, das auf den 13. Juni 80 datiert ist, ist belegt, dass er 80 Statthalter in der Provinz Pannonia war; er amtierte vermutlich von 79/80 bis 81/82 in der Provinz. Danach war er Statthalter in der Provinz Syria; er amtierte vermutlich von 82/83 bis 85/86 (bzw. bis 84) in der Provinz, wo er starb.
Sein Sohn war wahrscheinlich Titus Atilius Rufus Titianus, ordentlicher Konsul im Jahr 127.